# تام ویلاند
تام ویلاند (انگلیسی: Tom Weilandt؛ زادهٔ ۲۷ آوریل ۱۹۹۲) بازیکن فوتبال اهل آلمان است.
از باشگاه‌هایی که در آن بازی کرده‌است می‌توان به باشگاه فوتبال گروتر فورث و باشگاه فوتبال هانزا روستوک اشاره کرد.
وی همچنین در تیم ملی فوتبال جوانان آلمان بازی کرده‌است.